# Sinar Mas Group
Sinar Mas Group (chiń. 金光集团) – indonezyjski konglomerat z siedzibą w Dżakarcie. Został założony w 1938 roku. Zajmuje się przemysłem papierniczym, agrobiznesem i żywnością; działa także w branży komunikacyjnej i technicznej, branży nieruchomościowej i finansowej oraz w górnictwie i energetyce. Jest potentatem w sektorze plantacji palm olejowych.
Grupę Sinar Mas założył Eka Tjipta Widjaja, chińsko-indonezyjski przedsiębiorca i miliarder.